# Малобубновский сельский совет (Роменский район)
Малобубновский сельский совет (укр. Малобубнівська сільська рада) — входит в состав
Роменского района
Сумской области
Украины.
Административный центр сельского совета находится в 
с. Малые Бубны
.

## Населённые пункты совета
- с. Малые Бубны
- с. Бацманы